# 博格達尼夫齊 (傑拉日尼亞區)
49°19′55″N 27°15′0″E / 49.33194°N 27.25000°E

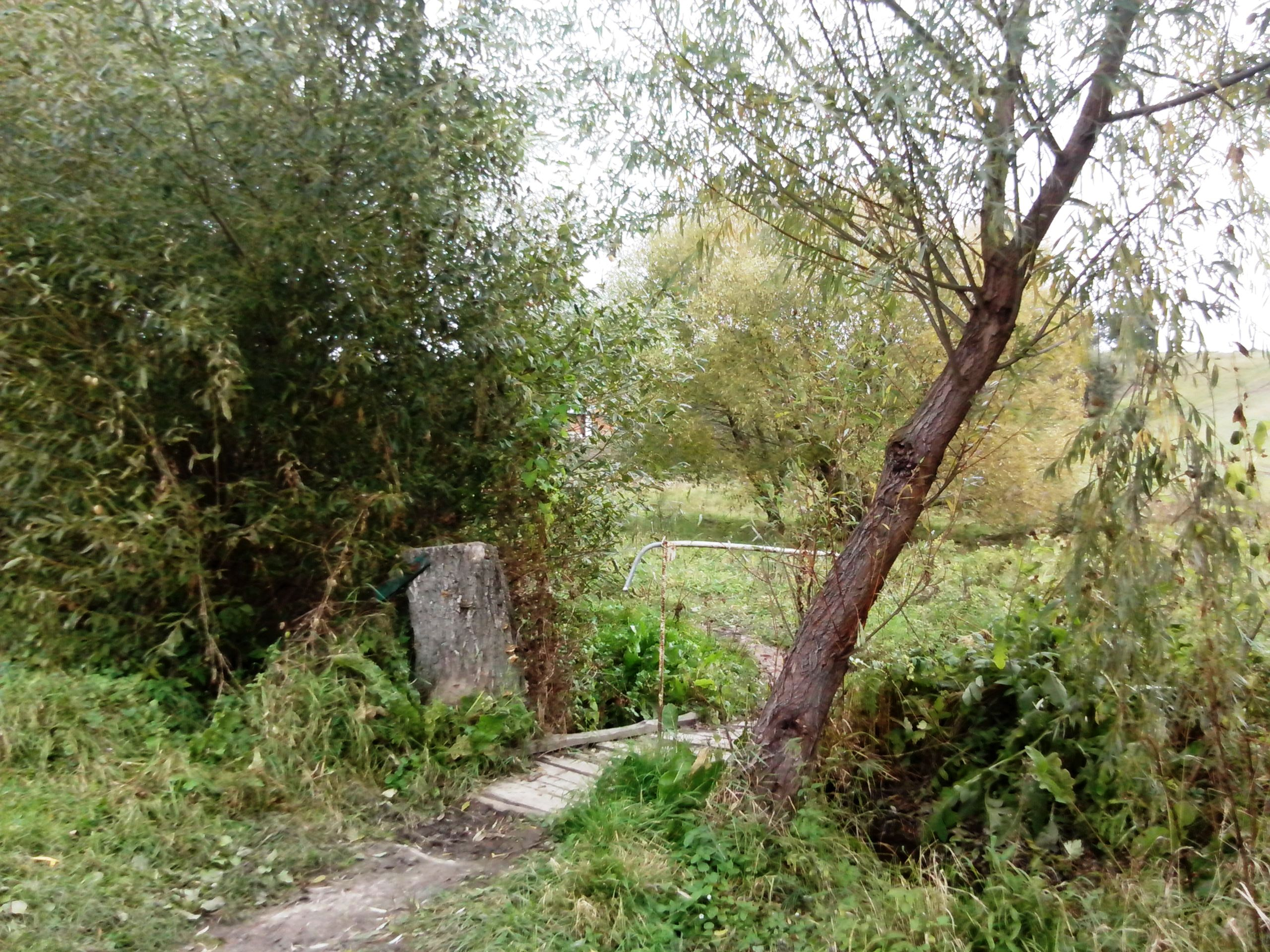

博赫達尼夫齊（烏克蘭語：Богданівці）是位於烏克蘭西部的村莊，由赫梅利尼茨基州裡赫梅利尼茨基區的赫梅利尼茨基市鎮負責管轄。該村始建於1776年，面積2.45平方公里，海拔高度284米，2001年人口857，人口密度每平方公里349.4人。